# Temps de regard vers le passé

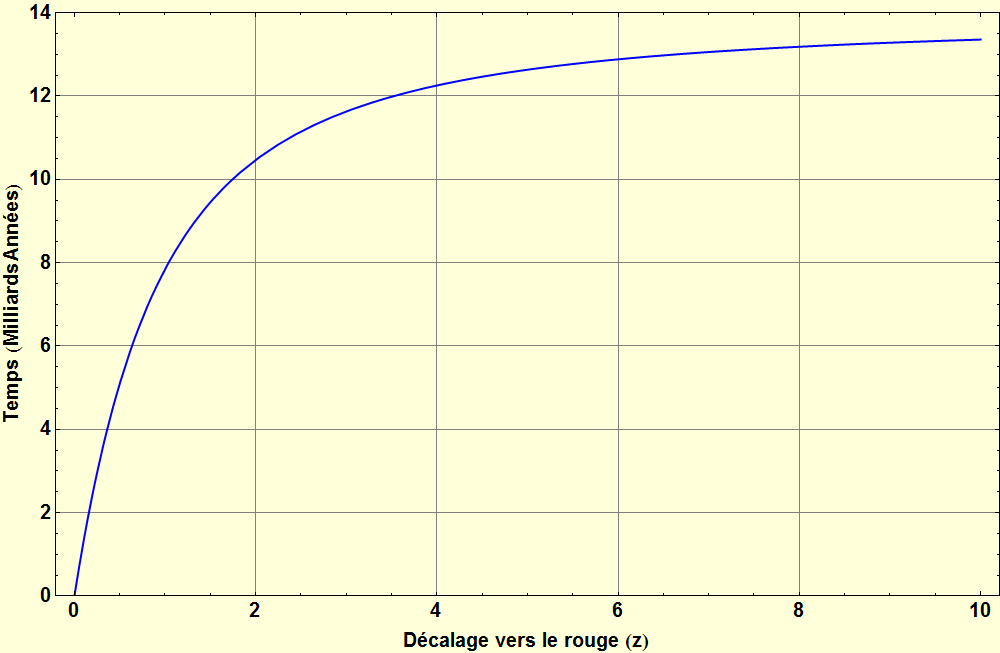
Temps de regard vers le passé en fonction du décalage vers le rouge.

Le temps de regard vers le passé (en anglais : lookback time) est, en cosmologie, une estimation du moment depuis lequel a été émise la lumière d'un objet astronomique lointain, calculé en fonction de son décalage vers le rouge cosmologique. C'est une estimation de l'âge de l'objet, exprimé en temps cosmique. Par simple conversion en année-lumière, cette valeur permet de connaître la distance parcourue par la lumière entre cet objet et la Terre.
Un décalage vers le rouge de {\displaystyle z} signifie que la longueur d'onde de la lumière émise par l'objet a été multipliée par le facteur {\displaystyle (z+1)}, notamment par l'expansion de l'Univers. Un objet très proche aura donc un décalage vers le rouge proche de 0. Le décalage vers le rouge est une valeur objective mesurée par spectroscopie.
L'idée directrice des calculs qui donnent la formule du temps de regard vers le passé {\displaystyle T(z)} est que le décalage vers le rouge {\displaystyle z} actuellement observé pour l'objet considéré est une donnée qui a varié au fur et à mesure de la transmission de l'information lumineuse à travers l'espace et au fil du temps, suivant les propriétés de l'Univers aux époques traversées.
Ces calculs dépendent fortement du modèle d'univers utilisé : principe cosmologique, modèle de son expansion, divers paramètres cosmologiques comme la constante de Hubble {\displaystyle H_{0}}, ou la densité d'énergie dans l'Univers {\displaystyle \Omega }, dont les valeurs sont mal connues. C'est pourquoi les astrophysiciens ont tendance à mesurer l'âge ou la distance des objets lointains directement par le paramètre {\displaystyle z} de son décalage vers le rouge, une valeur objective mesurée par spectroscopie.
Le temps de regard vers le passé est donné par l'expression, en fonction du décalage vers le rouge {\displaystyle z} :
{\displaystyle T(z)={\frac {1}{H}}_{0}\int _{0}^{z}{\frac {dz'}{(1+z'){\sqrt {\Omega _{m}(1+z')^{3}+\Omega _{\Lambda }}}}}}
avec {\displaystyle \Omega _{m}} la densité de matière et {\displaystyle \Omega _{\Lambda }} la densité d'énergie de la constante cosmologique, chacune par rapport à la densité critique.
| {\displaystyle z} | {\displaystyle T(z)} (Années) | Repère |
| ----------------- | ----------------------------- | --- |
| 1000              | 13,7 milliards -440 000       | Décalage vers le rouge approximatif du fond diffus cosmologique.                                                              |
| 11,5              | 13,3 milliards                | Début de la réionisation de l'Univers. Apparition des premières étoiles.                                                      |
| 11                | 13,4 milliards                | Galaxie GN-z11, à sa découverte en mars 2016, la plus lointaine et la plus ancienne galaxie connue dans l'Univers observable. |
| 8,2               | 13,1 milliards                | Sursaut gamma GRB 090423, évènement le plus éloigné détecté à ce jour.                                                        |
| 7,1               | 13 milliards                  | ULAS J1120+0641, quasar le plus distant détecté.                                                                              |
| 6,96              | 12,9 milliards                | IOK-1, galaxie la plus ancienne détectée.                                                                                     |
| 6,5               | 12,8 milliards                | HUDF-JD2, galaxie primordiale. Fin de l'âge de réionisation.                                                                  |
| 1,55              | 9,5 milliards                 | SN Primo, supernova la plus distante détectée,.                                                                               |
| 1                 | 7,8 milliards                 | Longueur d'onde de la lumière multipliée par 2.                                                                               |
| 0,45              | 4,7 milliards                 | L'accélération de l'expansion de l'Univers commence.                                                                          |
| 0                 | 0                             | Objet voisin, contemporain de l'observateur. Pas de décalage vers le rouge.                                                   |